# Flint Mountain
Flint Mountain är en by i Flintshire i Wales. Byn är belägen 193,9 km 
från Cardiff. Orten har 681 invånare (2016).